# Бусси, Джованни Баттиста (1656—1726)
Джованни Баттиста Бусси (итал. Giovanni Battista Bussi; 2 апреля 1657, Витербо, Папская область — 23 декабря 1726, Рим, Папская область) — итальянский куриальный кардинал, папский дипломат и доктор обоих прав. Внучатый племянник кардинала Филиппо Филонарди, дядя кардинала Пьерфранческо Бусси, внучатый дядя кардинала Джованни Баттиста Бусси. Апостольский интернунций во Фландрии с 15 сентября 1698 по 1 мая 1705. Титулярный архиепископ Тарса с 25 июня 1706 по 19 февраля 1710. Апостольский нунций в Кёльне с 6 июля 1706 по 15 ноября 1712. Епископ-архиепископ Анконы и Уманы с 19 февраля 1710 по 23 декабря 1726. Кардинал in pectore c 18 мая по 26 сентября 1712. Кардинал-священник с 26 сентября 1712, с титулом церкви Санта-Мария-ин-Арачели с 30 января 1713 по 23 декабря 1726. 